# London on da Track
London Tyler Holmes (Atlanta, 27 de março de 1991), conhecido profissionalmente como London on da Track, é um produtor musical, rapper e compositor norte-americano. London é um frequente colaborador do rapper norte-americano Young Thug, já tendo trabalhado com Lil Wayne, Lil Baby, Drake, Post Malone, T.I., 21 Savage, 50 Cent e outros.